# أوسكار نافارو
أوسكار نافارو (بالإسبانية: Óscar Navarro) (13 يناير 1979 في السلفادور - ) هو لاعب كرة قدم سلفادوري في مركز الوسط. شارك مع منتخب السلفادور تحت 23 سنة لكرة القدم ومنتخب السلفادور لكرة القدم. أما مع النوادي، فقد لعب مع نادي أليانزا ‏ وAlacranes Del Norte ‏ وA.D. Chalatenango ‏ ونادي جامعة السلفادور ‏.

## وصلات خارجية
- أوسكار نافارو على موقع قاعدة بيانات كرة القدم.إي يو (الإنجليزية)
- أوسكار نافارو على موقع ناشيونال فوتبول تيمز (الإنجليزية)